# Kingsoft
Kingsoft Corporation (chinês: 金山软件, pinyin: Jīnshān Ruǎnjiàn) é uma empresa chinesa de software com sede em Pequim. A empresa foi fundada em 1988 por Qiu Bojun. A Kingsoft opera quatro subsidiárias: Seasun para desenvolvimento de jogos eletrônicos, Cheetah Mobile para aplicativos de internet móvel, Kingsoft Cloud para plataformas de armazenamento em nuvem e WPS para software de produtividade, incluindo o WPS Office. A empresa está listada na bolsa de Hong Kong. Bojun vendeu sua participação de 15,68% na Kingsoft para a Tencent em julho de 2011.
Kingsoft Cloud é uma empresa de computação em nuvem de nível superior na China. Possui centros de dados na China Continental, Hong Kong, China, Rússia, Sudeste Asiático, América do Norte e outros.
Seu jogo mais popular é o JX Online 3, lançado em 2009.